# Mary White Ovington
Mary White Ovington (Brooklyn, 1 april 1865 – Newton Highlands, 15 juli 1951) was een Amerikaans journalist, suffragette en mede-oprichter van de National Association for the Advancement of Colored People (NAACP).

## Biografie
Op 11 april 1865 werd Mary White Ovington geboren in Brooklyn, New York in een politiek geëngageerd gezin. Haar ouders waren voorstander van de vrouwenrechten en waren betrokken bij anti-slavernij beweging in de Verenigde Staten. Ze studeerde aan het Radcliffe College en ze raakte betrokken bij de burgerrechtenbeweging nadat ze Frederick Douglass en Booker T. Washington had horen spreken. Ovington werkte in Brooklyn en daarnaast bestudeerde ze de werkgelegenheid en huisvestingsproblemen in het zwarte Manhattan.
In 1905 werd ze lid van de Socialist Party of America en ook ging Ovington stukken schrijven voor verschillende bladen, waaronder de New York Evening Post. Samen met William English Walling en Henry Moskowitz besloot ze zich ook in te zetten voor de onderdrukte positie van de Afro-Amerikanen en sloten zij zich aan bij de Niagara Movement. In mei 1910 werd de National Association for the Advancement of Colored People opgericht en Ovingtin verkreeg de positie van executive secretary.
Ovington bleef zich inzetten voor het vrouwenkiesrecht en ook sprak ze zich als pacifist uit tegen de deelname van Amerika aan de Eerste Wereldoorlog. Na de oorlog diende ze onder andere als voorzitter bij de NAACP. In 1947 stopte ze met haar werk voor de NAACP vanwege een verslechterende gezondheid. Op 15 juli 1951 overleed ze in Massachusetts.